# Постоянная Глейшера — Кинкелина
Постоя́нная Глейшера — Кинкелина (англ. Glaisher–Kinkelin constant) в математике — это вещественное число, обозначаемое A, которое связано с K-функцией и G-функцией Барнса, а также может быть выражено через значение производной дзета-функции Римана {\displaystyle \zeta '(-1)},
{\displaystyle A=\exp \left({\tfrac {1}{12}}-\zeta '(-1)\right)}.
Эта постоянная возникает в различных суммах и интегралах — в особенности в тех, где присутствует гамма-функция или дзета-функция Римана.
Численное значение постоянной Глейшера — Кинкелина выражается бесконечной десятичной дробью:
A = 1,282 427 129 100 622 636 875 342 568 869 791 727 767 688 927 … (последовательность A074962 в OEIS)
Она была названа в честь английского математика Джеймса Уитбреда Ли Глейшера (James Whitbread Lee Glaisher, 1848—1928) и швейцарского математика Германа Кинкелина (Hermann Kinkelin, 1832—1913), которые рассматривали её в своих работах.

## Представления через K-функцию и G-функцию Барнса
Для целых положительных значений аргумента K-функция может быть представлена как
{\displaystyle K(n)=\prod _{k=1}^{n-1}k^{k}}
Она связана с G-функцией Барнса, которая для целых положительных значений аргумента может быть представлена как 
{\displaystyle G(n)=\prod _{k=1}^{n-2}k!={\frac {\left[\Gamma (n)\right]^{n-1}}{K(n)}}}
где {\displaystyle \Gamma (n)} — гамма-функция, {\displaystyle \Gamma (n)=(n-1)!}.
Постоянная Глейшера — Кинкелина A может быть определена как предел
{\displaystyle A=\lim _{n\rightarrow \infty }{\frac {K(n+1)}{n^{n^{2}/2+n/2+1/12}e^{-n^{2}/4}}}}
или, соответственно,
{\displaystyle A=\lim _{n\rightarrow \infty }{\frac {(2\pi )^{n/2}n^{n^{2}/2-1/12}e^{-3n^{2}/4+1/12}}{G(n+1)}}}.
Также известно, что
{\displaystyle G\left({\tfrac {1}{2}}\right)=2^{1/24}\pi ^{-1/4}e^{1/8}A^{-3/2}}.

## Связь с дзета-функцией Римана
Постоянная Глейшера — Кинкелина A связана с производной дзета-функции Римана при некоторых целых значениях аргумента, в частности,
{\displaystyle \zeta ^{\prime }(-1)={\tfrac {1}{12}}-\ln A}
{\displaystyle \zeta ^{\prime }(2)=-\sum _{k=2}^{\infty }{\frac {\ln k}{k^{2}}}={\frac {\pi ^{2}}{6}}\left[\gamma +\ln(2\pi )-12\ln A\right]}
где {\displaystyle \gamma } — постоянная Эйлера—Маскерони.

## Некоторые интегралы и суммы
Постоянная Глейшера — Кинкелина появляется в некоторых определённых интегралах и бесконечных суммах,
{\displaystyle \int _{0}^{1/2}\ln \Gamma (x)\;{\rm {d}}x={\tfrac {3}{2}}\ln {A}+{\tfrac {5}{24}}\ln {2}+{\tfrac {1}{4}}\ln {\pi }},
{\displaystyle \int _{0}^{\infty }{\frac {x\ln x}{e^{2\pi x}-1}}\;{\rm {d}}x={\tfrac {1}{2}}\zeta ^{\prime }(-1)={\tfrac {1}{24}}-{\tfrac {1}{2}}\ln {A}},
{\displaystyle \sum _{k=1}^{\infty }{\frac {\ln(2k+1)}{(2k+1)^{2}}}=\pi ^{2}\left({\tfrac {3}{2}}\ln {A}-{\tfrac {1}{6}}\ln {2}-{\tfrac {1}{8}}\ln {\pi }-{\tfrac {1}{8}}\gamma \right)}.
Также эта постоянная может быть представлена в виде суммы, которая следует из представления для дзета-функции Римана, полученного Гельмутом Хассе,
{\displaystyle \ln {A}={\tfrac {1}{8}}-{\tfrac {1}{2}}\sum _{n=0}^{\infty }{\frac {1}{n+1}}\sum _{k=0}^{n}\left(-1\right)^{k}{\binom {n}{k}}\left(k+1\right)^{2}\ln(k+1)},
где {\displaystyle {\textstyle {\binom {n}{k}}={\frac {n!}{k!(n-k)!}}}} — биномиальный коэффициент.